# Hezbollah
Hezbollah o Ḥizb Allāh (IPA in italiano: /(h)ezbolˈla/; in arabo حزب اﷲ‎? [ħizbulˁˈlˁɑː], lett. "Partito di Dio") è un'organizzazione paramilitare islamista sciita e antisionista libanese, nata nel giugno 1982 e divenuta successivamente anche un partito politico.
Grazie al supporto iraniano, la forza dell'ala paramilitare di Hezbollah è cresciuta a tal punto nel corso degli anni, da essere considerata più potente non solo dell'esercito regolare libanese, ma, secondo Israele, della maggior parte delle forze armate arabe al mondo, e si è manifestata in maniera continuativa a partire dall'inizio della guerra civile siriana, che ha visto Hezbollah scendere in campo come alleato fondamentale per il governo di Bashar al-Assad. Nel 1997 Hezbollah è stata catalogata come organizzazione terroristica dagli Stati Uniti e da Israele; nel 2013 l'Unione Europea ha inserito la sua ala militare nel novero delle organizzazioni terroristiche; nel 2016 è stata dichiarata terroristica dal Consiglio di cooperazione del Golfo.

## Storia
Hezbollah è nata nel 1982 come milizia paramilitare durante il conflitto libanese scoppiato quell'anno con Israele, dallo sforzo iraniano di aggregare una varietà di gruppi di militanti sciiti libanesi in un'organizzazione unificata. I suoi leader si ispirano all'Ayatollah Khomeini, e le sue forze militari sono state addestrate e organizzate da un contingente del Corpo delle guardie della rivoluzione islamica.
Nel 1982, Hezbollah lanciò un’insurrezione che sarebbe culminata due decenni dopo con il ritiro unilaterale di Israele dal Libano. Quando i combattimenti si intensificarono nel 2000, le Forze di Difesa Israeliane (IDF) entrarono in Libano con un’impressionante storia di successi, comprese vittorie sbilanciate sui vicini arabi nel 1948 e nel 1967, ma tornarono senza raggiungere i propri obiettivi.
Il primo attentato, organizzato da Imad Mugniyah, fu nel novembre 1982 al quartier generale di Tiro dell'IDF, dove un'auto bomba causò la morte di 91 persone.
In quegli anni si resero protagonisti di una trentina di attacchi suicidi, il più grave nell'ottobre 1983 quando in un duplice attentato con camion bomba alla forza di pace internazionale a Beirut ovest morirono 241 marines statunitensi e 56 parà francesi della Legione.
Hezbollah dal 1985 si organizza con principi politici e manifesta i suoi tre obiettivi principali: "la fine di ogni potenza imperialista in Libano", "sottoporre i cristiano-falangisti ad una giusta legge e portarli a processo per i loro crimini", e dare al popolo la possibilità di scegliere "con piena libertà il sistema di governo che vogliono, invitandoli a scegliere per un governo islamico". Come accaduto per molte milizie durante la guerra civile libanese la disfunzionalità dello stato libanese permise a questi gruppi armati di prendere il suo posto nelle zone del paese che erano ormai al di fuori del controllo dello stato. Hezbollah fu abile a sfruttare l’occasione e cominciò a svolgere tutte quelle funzioni che avrebbero dovuto essere prerogativa dell’apparato statale; dalla tassazione, alla sicurezza fino alla messa a disposizione di servizi basilari agli abitanti di quelle aree in cui la milizia sciita era più attiva e presente (Sud del Libano, Valle della Bekaa e periferia sud di Beirut). Hezbollah si dimostrò molto efficiente sotto questo punto di vista e presto cominciò ad assumere le fattezze di un vero e proprio “stato nello stato”.
L'opinione pubblica statunitense e israeliana ha più volte accusato i leader di Hezbollah di aver fatto numerosi appelli alla distruzione di Israele, al quale si riferiscono come "l'entità sionista, costituita sulle terre strappate ai loro proprietari palestinesi", durante la guerra dei sei giorni e vendute dai militari israeliani, quando Yitzhak Rabin era Capo di Stato Maggiore dell'esercito, a coloni israeliani, costituendosi insediamenti israeliani illegalmente venduti, che la Corte penale internazionale ha definito crimine di guerra. L'abusiva occupazione dei territori è rimasta irrisolta, ha portato alla continuazione del conflitto arabo-israeliano, alla guerra civile siriana e alla destabilizzazione in Medio Oriente.
Hezbollah iniziò una maggiore partecipazione politica negli affari interni del Libano, partecipando alle elezioni parlamentari del 1992, le prime dopo la guerra civile libanese.
Hezbollah nel 2005 ha fatto parte dell'Alleanza dell'8 marzo in chiave pro-siriana e dal 2009 ha partecipato alle elezioni politiche libanesi ed è il secondo partito che rappresenta la comunità sciita, dopo Amal. Era guidata da Hassan Nasrallah, il suo segretario generale, eletto nel 1992 dopo l'eliminazione da parte israeliana del suo predecessore.
Nel 2006 Hezbollah si dimostrerà in grado di respingere la nuova offensiva israeliana e di colpire le navi israeliane e la città di Haifa.
Nelle elezioni legislative libanesi del 2018 il partito ha ottenuto 12 seggi, mentre in quelle del 2022 ne ha ottenuti 15.
Il 27 settembre 2024 il segretario generale Hassan Nasrallah è stato ucciso nell'ambito dell'Operazione Nuovo Ordine da parte delle forze di difesa israeliane a Beirut.
Il 3 ottobre 2024, Hashem Safieddine, cugino e probabile successore di Nasrallah, è stato preso di mira da un attacco aereo israeliano a Beirut.
Il 22 ottobre ne viene ufficialmente dichiarata la morte da Israele; poco dopo, la notizia è altresì confermata anche da Hezbollah.
Il 29 ottobre Naim Qassem viene pertanto indicato come il nuovo segretario generale designato da Hezbollah.

## Ideologia
L'ideologia di Hezbollah ha le sue radici nello sciismo politico; in particolare, l'organizzazione segue la teologia sciita sviluppata dall'Ayatollah iraniano Ruhollah Khomeini. Hezbollah stessa è stata formata grazie al sostegno economico ed ideologico dell'Ayatollah Khomeini per diffondere la rivoluzione islamica nel Medio Oriente e segue una distinta versione dell'ideologia sciita illustrata da Khomeini nel suo libro Velayat-e faqih ("Il Governo Islamico") nel 1970. Hezbollah era in origine favorevole a trasformare il Libano in una repubblica islamica teocratica, ma tale obiettivo è stato successivamente abbandonato in favore di un approccio più inclusivo.

## Segretari generali
| Ritratto | Nominativo                      | Mandato          |
| -------- | ------------------------------- | ---------------- |
|          | Subhi al-Tufayli (صبحي الطفيلي) | 1989 - 1991      |
|          | Abbas al-Musawi (عباس الموسوي)  | 1991 - 1992      |
|          | Hassan Nasrallah (حسن نصر الله) | 1992 - 2024      |
|          | Naim Qassem (نعيم قاسم)         | 2024 - in carica |

## Il ruolo
Hezbollah è un finanziatore di servizi sociali, scuole, ospedali e servizi agricoli per migliaia di libanesi, e svolge un ruolo significativo nella politica libanese. Alcuni paesi musulmani schierati con gli Stati Uniti come Arabia Saudita, Egitto (durante la dittatura di Hosni Mubarak) e Giordania hanno condannato le azioni di Hezbollah, mentre Siria e Iran sono favorevoli alle azioni dell'organizzazione. L'Unione europea ha inizialmente rifiutato di qualificare Hezbollah come organizzazione terroristica, tuttavia, il Parlamento europeo ha adottato il 10 marzo 2005 una risoluzione, non vincolante, che di fatto accusa Hezbollah di aver condotto “attività terroriste”; il Consiglio d'Europa ha poi accusato Imad Mughiyah di essere membro di Hezbollah e di terrorismo; Stati Uniti, Egitto, Israele, Australia, Argentina e Canada la considerano parimenti organizzazione terroristica.

## Simbolo
L'emblema a bandiera di Hezbollah è caratterizzato da un drappo giallo al cui centro campeggia parte di un versetto del Corano, sūra V, versetto 56, che recita: "E colui che sceglie per alleati Allah e il Suo Messaggero e i credenti, in verità è il partito di Dio [hezbollah], che avrà la vittoria."
La lettera alif, prima lettera del nome di Dio, è graficamente resa come una mano che stringe un fucile d'assalto stilizzato ed è affiancata da una rappresentazione schematica del globo terrestre.

## Organizzazioni controllate
- Bayt al-Mal, organizzazione che si occupa dei servizi finanziari, degli investimenti e del banco di credito del partito.
- Jihad Al Binna, fondazione immobiliare il cui scopo è quello di rimediare ai danni causati dalla guerra civile.
- Organizzazione per il sostegno alla resistenza islamica, fondo caritatevole utilizzato per raccogliere fondi e pagare i servizi offerti dal Partito in Libano.
- Imam al-Mahdi Scouts, organizzazione giovanile del Partito iscritta all'Organizzazione mondiale del movimento scout.
- Kata'ib Hezbollah, organizzazione paramilitare.

### Emittenti televisive
Affiliato a Hezbollah è il canale televisivo Al-Manar, inaugurato nel 1991 e che dal 2000 trasmette su satellite. Il bacino d'utenza del canale è stimato in 10-15 milioni di utenti, di cui tra 800.000 e 1.200.000 in Libano. Il 40% della programmazione ha carattere politico, il 40% sociale, educativo, religioso o sportivo, il 20% d'intrattenimento (telenovele); l'85% delle trasmissioni sono originali. Il 22% del personale impiegato è femminile. Il direttore di Al-Manar, Abdallah Kassir, ha rivendicato la "non neutralità" del canale, spiegando che "Noi abbiamo adottato i problemi della vita sociale libanese e del mondo arabo in generale, primo fra tutti la causa palestinese che gode dell'appoggio della maggioranza del popolo libanese; perciò è normale essere di parte in questo caso".

## Relazioni internazionali
In Libano Hezbollah è impegnato come partito politico; i suoi candidati partecipano alle elezioni legislative ed alcuni suoi rappresentanti siedono come ministri nella compagine governativa. 
L'ala politica di Hezbollāh è, inoltre, molto attiva in campo sociale, gestendo una serie di attività ed istituzioni che forniscono istruzione, assistenza sanitaria e sostegno economico alle famiglie meno abbienti, oltre ad aver giocato un ruolo chiave nella ricostruzione delle abitazioni e delle infrastrutture del Libano del Sud, a seguito delle gravi distruzioni inflitte al Paese dei Cedri, invaso a più riprese da Israele durante un trentennio.
Hezbollah ha un'ala para-militare, nota come al-Muqāwama al-Islāmiyya ("Resistenza Islamica"), accusata da alcuni politici di essere fomentatrice di un certo numero di organizzazioni militanti meno conosciute, alcune delle quali potrebbero essere semplici facciate per coprire lo stesso Hezbollah . Queste organizzazioni includono l'Organizzazione degli Oppressi, l'Organizzazione della Giustizia Rivoluzionaria, l'Organizzazione per il Giusto contro l'Erroneo e i Seguaci del Profeta Maometto . Hezbollah, tuttavia, ha continuato ad effettuare sporadici lanci di razzi contro il nord di Israele anche dopo il ritiro delle truppe delle Forze di difesa israeliane dal sud del Libano, nel 2000.
I membri di Hezbollah hanno giustificato tali bombardamenti sostenendo che Israele occupa ancora la zona detta delle fattorie di Sheb'a, che apparterrebbe al Libano. Tale attribuzione è controversa, in quanto la zona, limitrofa alle alture del Golan, sarebbe, secondo una risoluzione ONU, rivendicabile dalla Siria, e non dal Libano. Vale la pena di notare che tale risoluzione è stata "pianificata" dal primo ministro libanese Rafik Hariri allo scopo di delegittimare Hezbollah e quindi indebolire la Siria, alleato di Hezbollah. Proprio tale risoluzione è stata probabilmente una delle ragioni per cui Hariri fu in seguito assassinato in un attentato da molti attribuito ai servizi segreti siriani. Inoltre, sugli organi stampa di Hezbollah è stato spesso affermato a chiare lettere che il movimento non smetterà di combattere fino alla distruzione dell'"entità sionista", cioè Israele.
Hezbollah ha espresso sostegno verso alcuni gruppi della resistenza armata palestinese, come Hamās ed il Movimento per il Jihad Islamico in Palestina, gruppi che hanno eseguito e rivendicato attacchi suicidi contro obiettivi civili Israeliani. 

### Unione europea e ONU
L'Unione europea non considera né Hezbollah, né alcun gruppo al suo interno, in quanto tale, come "terrorista".
Tuttavia, il Parlamento europeo ha adottato il 10 marzo 2005 una risoluzione, non vincolante, che recita al punto 7: "ritiene che esistano prove inconfutabili dell'azione terroristica degli Hezbollah e che pertanto sia necessario che il Consiglio prenda tutte le misure necessarie per porre fine alle attività terroristiche di questo gruppo". Il Consiglio d'Europa ha inoltre qualificato Imad Mugniyah come un alto responsabile dell'intelligence del movimento libanese, accusandolo di essere un terrorista. L'ONU ed i principali Paesi dell'Unione Europea, compresi la Francia, l'Italia, la Germania e la Spagna, pur esprimendo riserve e critiche nei confronti di Hezbollah, non lo considerano una "organizzazione terrorista" e, a più riprese, nell'estate del 2006, ministri ed alti funzionari delle Nazioni Unite, di questi Paesi e dell'Unione Europea hanno riconosciuto Hezbollah come un interlocutore politicamente legittimo ed un membro della coalizione che sostiene il governo libanese, incontrandone i ministri al pari di quelli affiliati ad altre forze politiche.

### Paesi del mondo
Per contro, Hezbollah è stato classificato come organizzazione terrorista dagli Stati Uniti, dai Paesi Bassi, dal Canada e da Israele. Il Regno Unito  e l'Australia hanno preso una simile posizione limitatamente al braccio armato del movimento, di fatto considerato distinto da quello politico.

### Stati Uniti d'America
Il governo statunitense ha varie volte accusato Hezbollah di diversi attentati, tra i quali la distruzione dell'ambasciata statunitense a Beirut il 18 aprile 1983, con 63 vittime, e quelli del 23 ottobre 1983, quando due autobombe esplosero contro due caserme occupate da truppe americane e francesi uccidendo 241 marines statunitensi e 58 paracadutisti francesi.
Allo stesso modo Hezbollah è sospettato di essere il responsabile del rapimento di numerosi cittadini statunitensi in Libano (di cui cinque furono assassinati) tra i quali particolarmente salienti furono quelli del colonnello dell'Esercito degli Stati Uniti William Francis Buckley, capo stazione della CIA a Beirut, rapito da Hezbollah il 16 marzo 1984 e morto l'anno dopo nelle mani dei suoi sequestratori, del corrispondente dell'Associated Press a Beirut Terry Anderson, sequestrato il 16 marzo 1985 e liberato il 4 dicembre 1991, dell'inviato della Chiesa anglicana Terry Waite, rapito il 20 gennaio 1987 mentre cercava di negoziare la liberazione di alcuni ostaggi e liberato il 17 novembre 1991 e del colonnello statunitense William R. Higgins, capo del gruppo di osservatori dell'ONU nel Libano meridionale, rapito il 17 febbraio 1988, torturato e infine ucciso pare nel luglio 1990. L'organizzatore di tali rapimenti sarebbe stato Imad Mugniyah, il comandante militare di Hezbollah. Il coinvolgimento di Mughniyah pare accertato anche per quanto riguarda il dirottamento del volo TWA 847 il 14 giugno 1985, nel corso del quale venne assassinato dai dirottatori il sommozzatore della Marina statunitense Robert Stethem.

### Argentina
La giustizia argentina accusa Hezbollah di essere il responsabile di due attentati, all'ambasciata di Israele nel 1992 e all'AMIA, l'Asociación Mutual Israel Argentina, nel 1994 avvenuti entrambi a Buenos Aires.

### Unione europea
Il 10 marzo 2005 il Parlamento europeo, accogliendo le richieste israeliane sostenute anche dagli Stati Uniti, approvò con una maggioranza schiacciante (473 a favore, 8 contro, 33 astenuti) una risoluzione che accusava Hezbollah di attività terroristiche. La risoluzione afferma che "il Parlamento considera che esista una chiara evidenza di attività terroristiche da parte di Hezbollah. Il Consiglio dell'Unione europea deve intraprendere tutti i passi necessari per impedire le loro azioni". L'UE ha anche deciso di impedire la diffusione della televisione satellitare di Hezbollah (al-Manar) da parte dei satelliti europei, in modo da applicare le norme europee contro "l'incitamento all'odio razziale e/o religioso".

### ONU
Le Nazioni Unite non hanno invece incluso Hezbollah nella loro lista di sospetti gruppi terroristici ma hanno, comunque, chiesto lo smantellamento dell'ala militare di Hezbollah nella risoluzione del Consiglio di sicurezza delle Nazioni Unite nº 1559.

### Dissociazioni
Hezbollah ha condannato alcuni atti terroristici, come gli attentati dell'11 settembre 2001, i massacri del GIA in Algeria, gli attacchi compiuti dal gruppo al-Jamā'a al-Islāmiyya contro alcuni turisti in Egitto e l'omicidio di Nicholas Berg.